# Rajendra Chola I
Rajendra Chola, conosciuto anche come Rajendracola Deva (... – Brahmadesam, 1044), è stato un re tamil, sovrano dell'impero Chola dal 1012 al 1044.
Durante il suo regno estese l'influenza dell'Impero Chola dalle rive del Gange nell'India settentrionale sino allo Sri Lanka, comprendendo anche la penisola malese e l'isola di Giava, fondò inoltre la città di Gangaikonda Cholapuram (nell'odierno stato indiano di Tamil Nadu) che divenne la capitale dell'impero per oltre due secoli.

## Famiglia e regno
Figlio di Rajaraja Chola I e della principessa Thiripuvana Madeviyar, fu associato al trono dal padre nel 1012 e due anni più tardi gli succedette alla guida dell'impero dopo la morte del genitore.
Fu fautore di una politica espansionistica volta ad ampliare la sfera di influenza dell'impero sia dal punto di vista territoriale che da quello del controllo delle rotte dei commerci marittimi. Mantenne buoni rapporti diplomatici con l'impero cinese e a questo scopo inviò i suoi ambasciatori in Cina nel 1016 e nel 1033.
Durante il suo regno furono create alcune opere ingegneristiche ed architettoniche molto importanti tra cui il lago Cholagangam (oggi chiamato Ponneri), un bacino artificiale lungo oltre 20 km tra i più grandi mai realizzati nell'India antica ed ancora oggi utilizzato per l'approvvigionamento idrico. Fece costruire numerosi templi, uno dei principali, giunto sino a noi, è il grande tempio dedicato a Shiva situato nella nuova capitale dell'impero, dichiarato patrimonio dell'umanità.
Come da consuetudine dell'epoca ebbe numerose mogli, molte delle quali principesse di regni da lui sottomessi sposate per sancire l'unione dinastica tra i vecchi regnanti e la dinastia Chola. Tra le sue consorti viene spesso ricordata Viramadevi che alla morte del marito si tolse la vita tramite la pratica del sati (immolazione sulla pira funeraria del coniuge). 
A partire dal 1018 associò al trono il figlio Rajadhiraja affinché imparasse a governare e potesse essere il suo successore diretto. La scelta ricadde non sul figlio maggiore ma su quello che era considerato il più adeguato a comandare, questi in qualità di principe ereditario partecipò attivamente alle campagne militari del padre. Rajendra introdusse inoltre la prassi di nominare i principi reali, ovvero i figli avuti dalle varie consorti, a capo delle diverse province dell'impero, questa politica aveva lo scopo di ridurre il malcontento degli eredi che non potevano ambire al trono imperiale ed evitare quindi eventuali congiure di palazzo.
Dopo la sua morte tre dei suoi figli salirono al trono in successione: Rajadhiraja Chola, Rajendra Chola II and Virarajendra Chola.

## Campagne militari

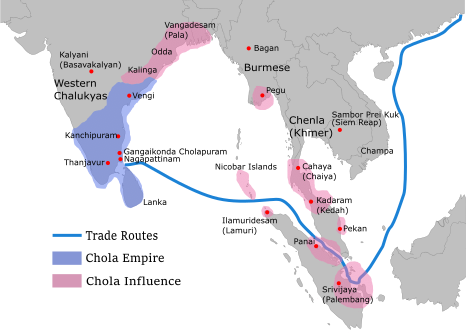
Estensione dell'Impero Chola sotto Rajendra I

Durante la sua vita intraprese diverse campagne militari: la prima ebbe luogo a partire dall'anno 1002/1003 quando, non ancora salito al potere, guidò l'esercito paterno contro i resti dei possedimenti della dinastia Rashtrakuta e alla sottomissione di parte dell'impero Impero Chalukya occidentale nell'altopiano del Deccan.
Nel 1017 portò a compimento la conquista dello Sri Lanka, già cominciata dal padre che aveva sottomesso il nord dell'isola. Durante la campagna militare conquistò il regno di Anuradhapura catturandone i gioielli della corona e deportandone il sovrano Mahinda V. Conclusa con successo la spedizione insulare, ritornò col suo esercito nel subcontinente dove conquistò il regno che faceva capo alla dinastia Pandya e sconfisse altri sovrani che regnavano nella regione corrispondente all'odierno Kerala. La sua flotta prese anche il controllo delle isole Maldive.
Nel 1021 dovette nuovamente intervenire nel Deccan per arginare le mire del sovrano Jayasimha II che, approfittando dell'assenza di Rajendra impegnato nelle campagne militari nel sud, aveva nuovamente esteso l'area di influenza dell'Impero Chalukya occidentale sino a scontrarsi con i Chola nell'ambito di una disputa dinastica per la successione del trono del regno Chalukya orientale nella regione del Vengi. L'evento decisivo fu la battaglia di Maski che sancì la vittoria di Rajendra Chola contro Jayasimha II e assicurò la successione di Rajaraja Narendra, figlio di una principessa Chola e nipote dello stesso Rajendra, al trono Chalukya orientale. Durante le fasi finali del regno il conflitto con i Chalukya divampò nuovamente costringendo Rajendra a intervenire militarmente contro il loro re Somesvara I, figlio di Jayasimha II; tra i vari episodi bellici di questo periodo il più importante fu il saccheggio da parte dell'esercito Chola della città di Kalyan.
Tra il 1019 e il 1024 condusse una serie di spedizioni nel nord-est della penisola indiana attraversando le regioni di Orissa e Kalinga, scontrandosi con l'Impero Pala che controllava il Bengala e spingendosi ad est sino ai territori corrispondenti all'odierno Bangladesh. Per celebrare le vittorie conseguite in queste spedizioni il sovrano fondò la città di Gangaikonda Cholapuram, arricchita da un monumentale complesso di templi, che divenne la capitale dell'impero. Per sottolineare ulteriormente il suo status di conquistatore del Gange l'imperatore impose ai sovrani sconfitti un particolare tributo: si fece donare dei contenitori colmi di acqua prelevata dal fiume sacro che vennero poi riportati in patria dai suoi generali e versati simbolicamente nel lago della nuova capitale. Gli storici nutrono dubbi sull'effettivo successo di questa spedizione sulle rive del Gange, mentre le iscrizioni Chola descrivono la spedizione come una grande conquista risulta invece che l'impero non ebbe una reale espansione territoriale in queste zone, si trattò probabilmente di una sorta di prova di forza di Rajendra che inviò i suoi eserciti sino alle rive del fiume sacro per mostrare la sua potenza militare e prelevare simbolicamente le acque del fiume.
Nel 1025 Rajendra allestì una spedizione marittima attraverso l'Oceano Indiano per invadere il regno di Srivijaya nell'isola di Sumatra: la campagna militare ebbe origine dalla richiesta di aiuto dell'imperatore khmer Suryavarman I, alleato dei Chola, che aveva iniziato una guerra contro il regno di Tambralinga nella penisola malese, a sua volta alleato di Srivijaya.
Le forze di Rajendra invasero e conquistarono diversi regni della regione spingendosi sino nel cuore della penisola malese sottomettendo tra le altre le città stato di Langkasuka e del Gangga Negara. Il regno di Srivijaya fu per buona parte sottomesso da Rajendra che si impossessò di alcune importanti città portuali tra cui Kedah e Temasek.